# Macrothele abrupta
Macrothele abrupta är en spindelart som beskrevs av Benoit 1965. Macrothele abrupta ingår i släktet Macrothele och familjen Hexathelidae.
Artens utbredningsområde är Kongo. Inga underarter finns listade i Catalogue of Life.